# Anthophora columbariae
Anthophora columbariae là một loài Hymenoptera trong họ Apidae. Loài này được Timberlake & Cockerell mô tả khoa học năm 1937.